# Laar (klan)
Laar är en klan i Liberia.   Den ligger i regionen Grand Cape Mount County, i den nordvästra delen av landet, 110 km norr om huvudstaden Monrovia.